# Transylvanosaurus
Transylvanosaurus („Transylvánský ještěr“) byl rod ptakopánvých dinosaurů z období pozdní křídy (věk maastricht, asi před 72 až 66 miliony let). Žil na území tzv. ostrova Haţeg na území současného Rumunska.

## Historie objevu a popisu
Typový exemplář v podobě částečně dochované fosilní lebky (nesoucí označení LPB (FGGUB) R.2070) byl objeven v roce 2007 u řeky Bărbat na území župy Hunedoara na západě Rumunska. Sedimenty v této části údolí Hateg spadají do střední části věku maastricht, mají tedy stáří zhruba 70 až 68 milionů let. Rodové jméno dinosaura odkazuje k místu jeho objevu, druhové (v překladu "širokohlavý") pak k neobvykle široké lebce v poměru k lebkám příbuzných rodů. Formálně byl typový druh T. pachycephalus popsán koncem roku 2022.

## Rozměry

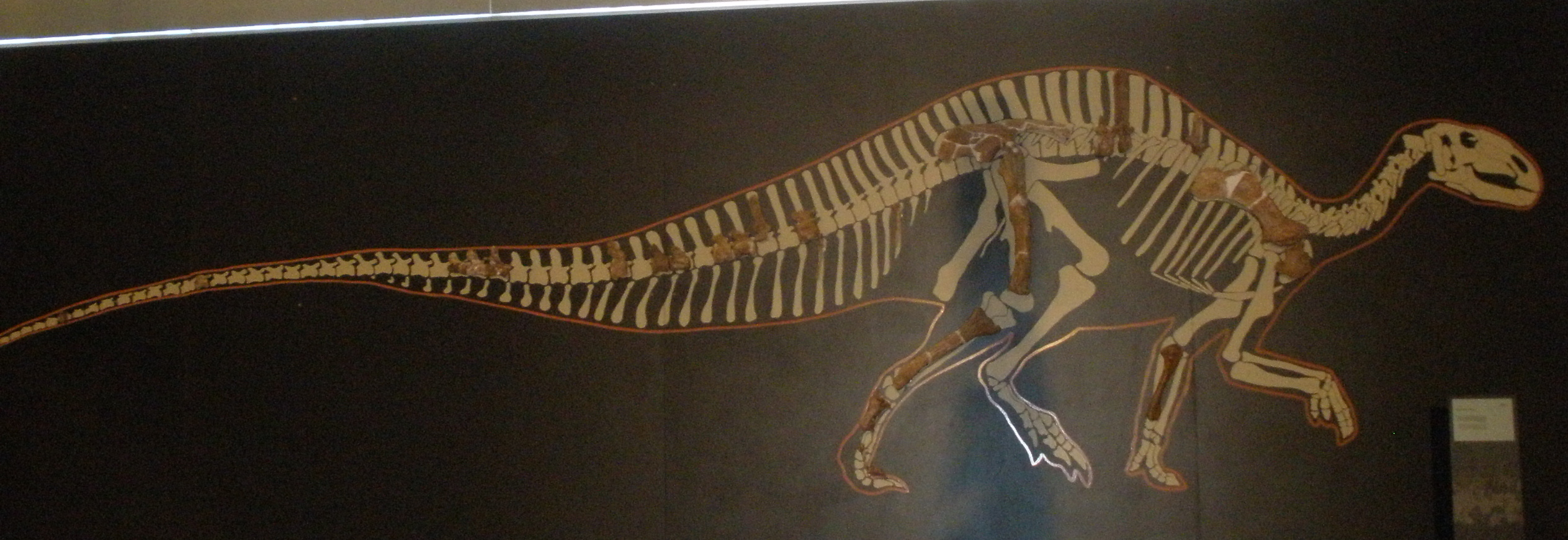
Rhabdodon priscus - blízký příbuzný transylvanosaura.

Transylvanosaurus byl relativně malý ornitopodní dinosaurus. Celková hmotnost rhabdodontidů bývá odhadována přibližně na 41 kilogramů. Například hmotnost druhu Mochlodon vorosi byla v roce 2014 odhadnuta na 31 kilogramů. Podle jiných odhadů však tito dinosauři dosahovali délky až 4,5 metru a hmotnosti v řádu stovek kilogramů.

## Zařazení
Transylvanosaurus byl podle provedené fylogenetické analýzy blízce příbuzný zejména rodům Rhabdodon, Mochlodon a Zalmoxes. Spadal do čeledi Rhabdodontidae, malých až středně velkých býložravých ornitopodů z období pozdní křídy. Zároveň byl zástupcem kladu Rhabdodontomorpha.